# Japanan (Gudo)
Japanan is een bestuurslaag in het regentschap Jombang van de provincie Oost-Java, Indonesië. Japanan telt 1632 inwoners (volkstelling 2010).